# Рукавець (Псковська область)
Рукавець (рос. Рукавец) — присілок в Невельському районі Псковської області Російської Федерації.
Населення становить 81 особу. Входить до складу муніципального утворення Усть-Долиська волость.

## Історія
Від 2015 року входить до складу муніципального утворення Усть-Долиська волость.

## Населення
| 2001 | 2002 | 2010 |
| ---- | ---- | ---- |
| 99   | ↘94  | ↘81  |